# Дельта Ебро
Дельта Ебро (кат. Delta de l'Ebre; ісп. Delta del Ebro,) — дельта річки Ебро (каталонська Ebre, іспанська Ebro) розташована на південному заході провінції Таррагона в регіоні Каталонія в Іспанії. Знаходиться на березі Середземного моря і, є найпівнічнішою точкою Валенсійської затоки.

## Географія

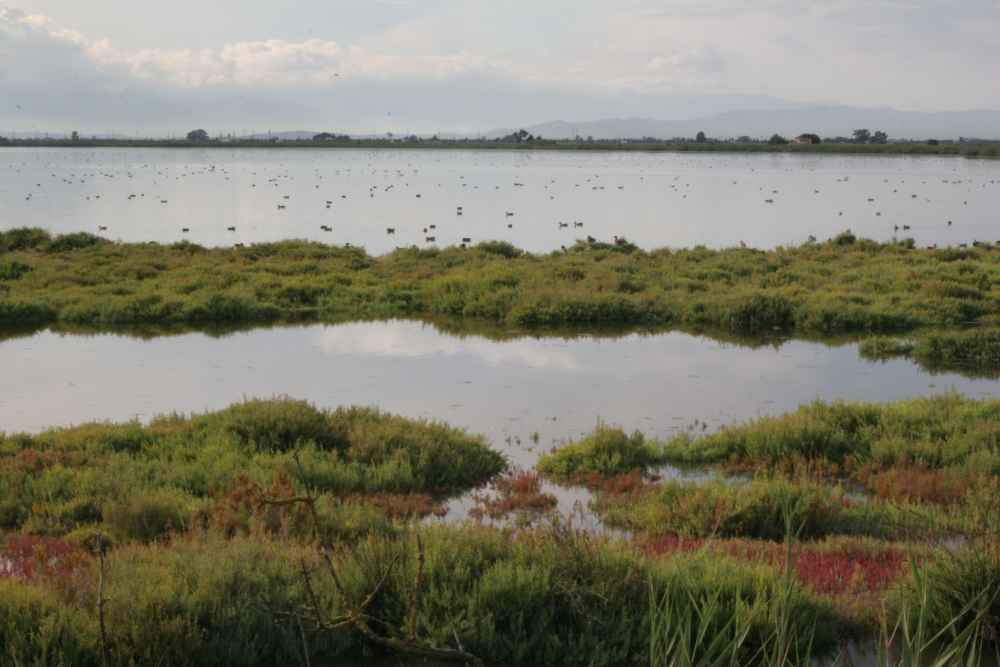
Дельта Ебро та водно-болотні угіддя з водоплавними птахами.

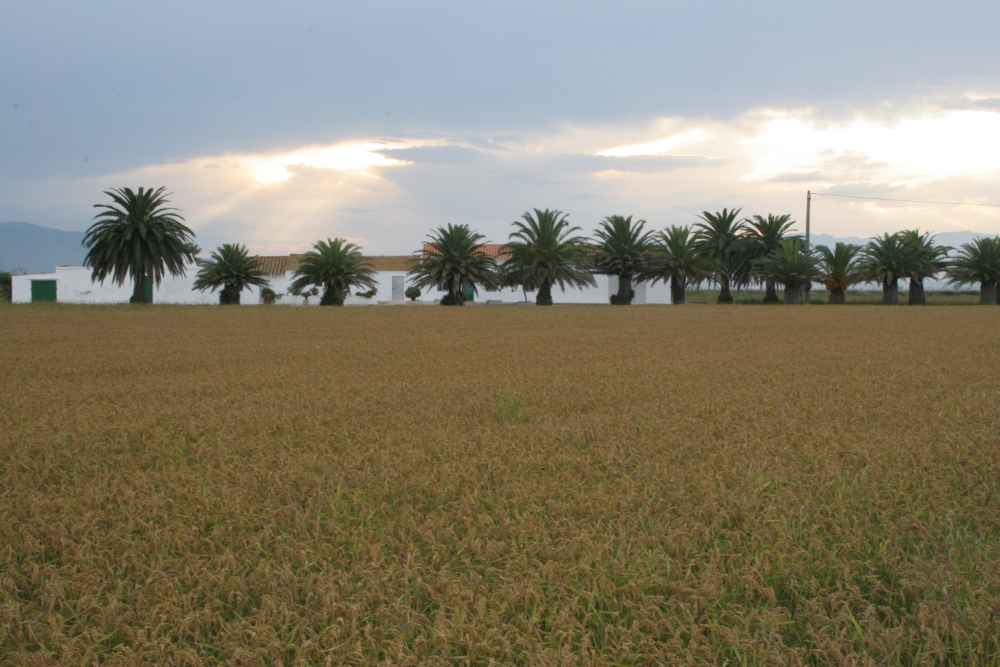
Сільськогосподарські поля в дельті.

Дельта Ебро є одним з найбільших водно-болотних угідь у західному Середземноморському регіоні, та займай 320 км².  Дельта Ебро постійно розширюється завдяки ґрунтовим осадам. Розширення дельти добре видно завдяки розташуванню міста Ампоста, яке у 4 столітті було засноване, як морський порт на березі моря, а зараз воно розташоване майже за 25 км від нинішнього гирла річки. Округла форма дельти свідчить про баланс між відкладенням осаду річки Ебро та змиву його хвильовою ерозією.
Територія в основному гирлі Ебро в даний час захищена декількома річковими островами: островом Гарксаль (280 га), островом Сант-Антоні (170 га) і островом Будди (1,231 га).
З 1993 року 77 км² Дельти Ебро, перебувають у списку Рамсарської конвенції водно-болотних угідь міжнародного значення.

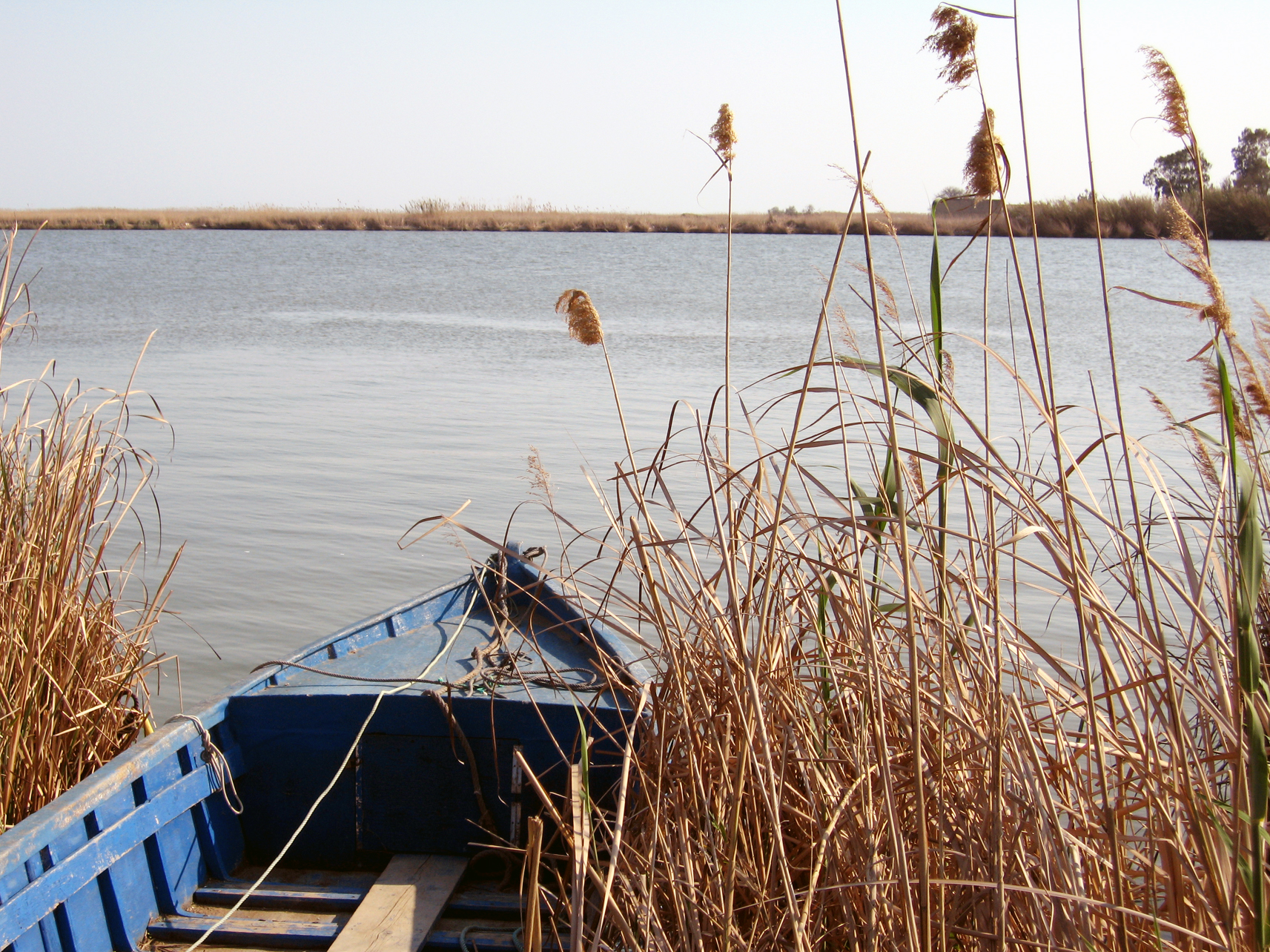
Водно- болотні угіддя дельти Ебре.

### Сільське господарство
Деякі райони дельти були осушені для сільськогосподарського використання. Сучасна дельта інтенсивно використовується в сільському господарстві для вирощування рису, фруктів (зокрема цитрусових) і овочів. Виробнича потужність кооперативу з виробництва рису в дельті річки Ебро складає 45 тисяч тонн рису 14 сортів на 22 000 гектарів на рік. Порівняно з основними регіонами Іспанії, що виробляють рис, Андалусією та Естремадурою, врожайність у дельті річки Ебро стабільніша завдяки стабільному водопостачанню. 
Мережа зрошувальних канав, побудованих як сільськогосподарськими, так і природоохоронними організаціями, допомагає підтримувати екологічні та економічні ресурси дельти Ебро.

### Дика природа
У 1983 році Іспанія оголосила значну частину дельти природним парком. Природний парк Дельта Ебро має загальну площу 7 802 гектари (19 280 акрів). У природному парку є захищені водно-болотні угіддя, пляжі, болота, солончаки та лимани, які забезпечують великі середовища існування.
Парк має міжнародне значення через вісім червонокнижних видів рослин і 69 видів хребетних. Тут гніздяться близько 95 видів птахів, він також дуже важливий для більш ніж 300 видів мігруючих та зимуючих птахів. У дельті Ебро знаходиться найбільша в світі колонія чайок Одуена. У 2006 році у дельті було зафіксовано рекордну кількість птахів цього виду — понад 15 000 пар.

## Загрози
Зміна клімату призвела до збільшення ерозії дельти морем, а також до підвищення рівня моря. У той же час дамби вище за течією зменшили кількість наносів, що досягають дельти. Зміни, що відбуваються в дельті, завдають шкоди біорізноманіттю та місцевим фермерам.